# Njáls saga
Njáls saga (norrønt Brennu-Njáls saga, eller Njála) er en islændingesaga, som er skrevet ca. 1280. Historien foregår i Rangárvellir på det sydlige Island ca. år 950-1015 og handler om venskabet mellem Njál på Bergþórshvoll og Gunnar fra Lidarende, som stadig sættes på prøve af slægtninge, som vil have oprejsning for forskellige krænkelser. Sagaen er kaldt "den største og mest berømte af de islandske sagaer".
Handlingen kan deles i to hoveddele: i den første del er Gunnar hovedpersonen. Han dømmes fredløs for tre år, men hans hjemve gør, at han ikke rejser udenlands alligevel. Fjenderne opsøger ham og dræber ham. I den anden halvdel er Njál, sønnen Skarphedin og svigersønnen Kåre blandt hovedpersonerne i en række begivenheder, som ender med, at alle bliver dræbt, bortset fra Kåre Sølmundsson (som jager og dræber alle Njáls drabsmænd) og lederen for Njáls modstandere, Flose. De forsones til sidst. Andre inddeler sagaen i tre dele: Gunnars historie, Njáls død og Kåres hævnfærd.

## Baggrund
Njáls saga blev skrevet i slutningen af 1200-tallet af en ukendt forfatter, som antagelig boede på det sydøstlige Island. Bredden i emnet og dens referencer inden for teksten tyder på en forfatter, som var belæst og som havde "en usædvanlig rig fantasi og et panoramisk verdenssyn".
Njáls saga beskriver udviklingen af blodfejder. Bogens handling, til dels historisk, foregår mellem år 930 og 1020, og den dækker perioden, da Island valgte kristendommen i år 1000 på Altinget. Gunnar og Njál repræsenterer hver sin tro: Gunnar er gammeltroende – og med det mere tilbøjelig til hævn - mens Njál er kristen – og derfor fremstilles som mere fredssøgende.
Sagaen skildrer også slaget ved Clontarf uden for Dublin i 1014. Ikke specielt historisk efterretteligt. Irerne slår en vikingehær, og hvor Irlands overkonge Brian Boru dør. Skildringerne fra Clontarf er antagelig hentet fra den tabte Brjáns saga, som også Þorsteins saga Síðu-Hallssonar har brugt som kilde.
Selv om bogen i høj grad er i overensstemmelse med historisk viden og refererer til steder, som fortsat kan genfindes på det sydlige Island, diskuterer forskere fortsat, hvor skellet går mellem de faktiske hændelser og de litterære. Uafhængig af fiktionskvaliteterne har sagaen også værdi for sit historiske, kulturhistoriske og særligt juridiske materiale. Bogens vigtigste hændelse: afbrændingen af Njáls gård er støttet af arkæologiske spor på et sted, som passer til gårdens beliggenhed i sagaen. Den anonyme forfatter har efter alt at dømme baseret sin fortælling på godt kendskab til ældre islandsk litteratur, både kvad, slægtstavler, lovbøger og sagaer. Intentionen har efter alt at dømme ikke været at lave en dokumentarisk sand fortælling men at skabe en fortælling inden for et kendt univers. Mange har ment, at sagaen er sat sammen af flere forskellige, oprindeligt selvstændige sagaer, som "den ældre Njáls saga" og den noget yngre "Gunnars saga". Begge er siden gået tabt. Nutidens Njáls saga er derfor komponeret med bidrag, som ikke altid går lige godt sammen i moderne litterær tankegang, således afsnittene om Gunnars færd i viking og ugerningsmanden Hrapp. Samtidig peger flere litteraturhistorikere, som A.U. Bååth og Jónas Kristjánsson på, at forfatteren ikke bare har kendt til ældre tekster, men også har gennemført og skabt et betydeligt, gennemarbejdet og helhedskomponeret værk. En sammenligning mellem Njáls saga og Laksdøla saga, som antagelig var en af de vigtigste inspirationskilder for Njálas forfatter, kan både vise hvad, som er lånt, og hvordan Njálas anonyme forfatter har bearbejdet sine lån.

## Handling
Det første kapitel dækker perioden fra trolovelsen mellem Hrut Herjolfsson og Unn til det vanskelige efterspil af deres skilsmisse: Hrut kommer til Norge, hvor han vinder hæder ved det norske hof og i kamp, men bliver ombejlet af den aldrende dronningemoder. På grund af hendes forbandelse eller fortryllelse er han ikke i stand til at fuldbyrde ægteskabet. Efter at Unn skiller sig fra ham, beholder han medgiften ved at udfordre sin svigerfader til tvekamp. Selv om det er inden for islandsk lov, udfordrer det retfærdighedssansen. Læseren bliver introduceret til to hændelser, som vil ske: en mand som er klog i alle andre henseender end sine egne, og en årsag som vil trykke og presse sig mod overfladen som en gejser.
Det første kapitel giver indsigt i Hruts sind, når han kommenterer sin smukke niece: "Jeg ved ikke hvordan tyvøjne er kommet ind i familien". Sagaen fortsætter derefter med fokus på hans niece Hallgjerd og hendes to ægteskaber. Begge hendes ægtemænd dør brutalt for øksen efter Hallgjerds vilje via hendes brutale fosterfader. Mens Hallgjerd har provokeret det første mord, gjorde hun det ikke ved det andet, men som følge af uenighed mellem ægtefællerne. Det er Hrut, som til trods for slægtsbåndene hævner den døde ved at dræbe Tjostolf.
Derefter bliver Gunnar Hammundarsson fra Lidarende og Njál Torgeirsson introduceret. Gunnar er en mand af enestående fysiske kvaliteter, og hvad Njál mangler i mandighed, har han i klogskab. Disse modsatte mænd er gode venner. Når Gunnar mener sig pligtig til at kræve Unns medgift fra Hrut, giver Njál råd om hvordan, han skal gå frem. Gunnar begynder den juridiske proces i Hruts eget hus, men han følger Hruts tvivlsomme eksempel, når sagen kommer for retten, og Hrut, som selv vant til vold, taber selv for det samme. Til trods for ydmygelsen ser han fremtidige forbindelser med Gunnar.
Det sker, når Gunnar kommer tilbage fra det nordiske fastland og kommer til Altinget, hvor han møder Hallgjerd. Han bliver forelsket i hende, og til trods for Hruts advarsel om Hallgjerds sande karakter, bliver Gunnar trolovet til henne.
Heller ikke vennen Njál er begejstret for forbindelsen. Det viser sig at være berettiget, da Hallgjerd og Njåls hustru Bergtora støder sammen. Hallgjerd lokker tvivlsomme personager til at dræbe medlemmer af Njáls husholdning, men den oprørte Bergtora tager en blodig hævn. Efter drabene gør ægtemændene op med bøder for drabene i henhold til de dræbtes status. Det femte offer er Tord Freedmannsson, fosterfader til Njáls sønner. Thrain Sigfusson, Gunnars onkel og Hallgjerds svigersøn deltager i drabene. Da fejden ender, og forlig er ordnet, er Thrains tilstedeværelse fortsat uafgjort.
Hallgjerd benytter en af sine tvivlsomme følgesvende til at bryde ind i hjemmet til Otkel. Gunnar søger øjeblikkelig økonomisk forlig for skaden, men denne gang bliver det ikke accepteret. En retssag bliver indledt mod ham, som han med Njáls hjælp vinder, men i sagens efterspil i samtale med sin hustru om indbruddet, kommer han til at give hende en lussing. Hallgjerd siger, at det slag skal han selv få at føle senere.
Senere rider Otkel til Gunnar, der er i marken, og skader ham let, men spreder senere rygtet, at Gunnar græder over såret. Gunnar kan ikke leve med den skam og trækker sig ud; med hjælp af sin broder Kolskegg dræber de Otkel og hans venner.
Under pres fra rir bliver et nyt forlig arrangeret, og Gunnars agtelse vokser, men Njál advarer ham om, at det kan blive begyndelsen til nye drab. Især hvis Gunnar dræber to mand fra samme æt.
I bagefter modtager Gunnar en udfordring til hestekamp med Starkad. Undervejs bedrager Starkad, og Gunnar er atter i stridigheder. Njál forsøger at mægle, men Torgeir Starkadsson nægter. Undervejs på en rejse bliver Gunnar og hans to brødre overfaldet af Starkad og hans fæller. Da kampen er forbi, er de fjorten angribere og Gunnars broder Hjort døde. Ved siden af disse hændelser står Unns søn, Mord Valdgardsson, som af jalousi hader Gunnar. Hvor meget kunne have været bilagt, skaber han opstandelse. Da han lærer, at Njál har forudset Gunnars død, hvis han dræber to af samme æt, får han sat gang i et nyt angreb på Gunnar af folk, som er misfornøjet med forliget. Igen slås Gunnar med held, men ulykkeligvis dræber han en anden mand fra samme æt. I forliget, som kommer, bliver Gunnar og hans broder Kolskegg dømt til at drage fra Island for tre år, eller være dømt fredløse: hvem som helst kan dræbe dem uden, at det er mord.
Gunnar gør alle de forberedelser, som skal til for at forlade hjemmet, men på vej væk snubler hesten, han ser sig tilbage, indser at de grønne marker foran gården er et syn, som er ham kærere end noget andet, og han rejser ikke med broderen. Han fortsætter, som intet er sket til trods for, at han nu er fredløs, og modstanderne samler sig med Mord til hævn. Gunnar forsvarer sig godt med buen, indtil buestrengen knækker. Han beder Hallgjerd om, at hun ofrer noget af sit hår for, at han kan tvinde en ny buestreng, men hun minder ham på den ørefigen, som han gav hende. "Hver har sit at blive husket for", slår Gunnar fast i vished om, at det bliver hans død.
Njáls søn Skarphedin støtter siden Hogne Gunnarsson på et hævntogt, men til sidst bliver der forlig efter Gunnars død.
To sejladser fra Norge bringer ændringer: Thrain Sigfusson kommer med drabsmanden Hrapp, mens Njáls sønner kommer sammen med den ædle Kåre, som bliver gift med deres søster. Desuden kommer sønnerne også tilbage med klager over den svenske konges behandling af dem, og noget uforståeligt anklager de Thrain for dette. Mens Njál siger, at de er tåbelige i det; han råder dem alligevel til at fremstille det som et spørgsmål om ære. Thrain afviser forlig, og hans tilhængere, herunder Hallgjerd i hendes sidste optræden, fornærmer brødrene.
Den mest dramatiske hændelse følger. Njáls sønner med den hårde Skarphedin i spidsen planlægger med Kåre, at overfalde Thrain og hans mænd. For at krydse elven må de over en isbro. Skarphedin går foran sin brødre, hopper over elven og glider ned over isen mod Thrain, og da han passerer ham, halshugger han Thrain i én bevægelse. Derefter får de dræbt fire med Hrapp.
Thrains broder Kjetil er gift med Skarphedins søster, og Njál får igen et forlig i stand. I ønsket om at fjerne alle grunde til strid tager Njál Thrains søn Hoskuld til sig som sin fostersøn. Han vokser op hos Njál, som bliver meget glad for ham og favoriserer ham. Da han er fuldvoksen, giver Njál ham status som høvding og skaffer ham en dygtig kone, Hildegunn.
Her fortæller sagaen om hvordan, Island beslutter frivilligt at acceptere kristendommen som officiel religion i år 1000.
Mord Valgardsson opdager, at Hoskuld er blevet en succesfuld høvding, mens hans egen status er mindsket. Han forsøger derefter på sin sædvanlige måde at vende Njáls sønner mod Hoskuld. Sagaens tragedie er, at de lader sig påvirke af hans hentydninger, at de drager ud sammen med Mord og Kåre og dræber Hoskuld, mens han sår korn. Som en siger: "Hoskuld blev dræbt for mindre end ingen grund; alle mænd sørger ved hans død, men ingen mere end Njål, hans fosterfader".
Flose, Hoskulds hustrus onkel, indleder en sag mod drabsmændene og søger støtte hos mægtige høvdinge. Han er under pres fra Hildegunn til at acceptere intet mindre end blodhævn. Njáls sønner må på Altinget bønfalde om hjælp, som Skarphedin ødelægger for dem. Gang på gang fornærmer han dem, han søger hjælp og støtte hos.
Efter legale diskussioner bliver der valgt voldgiftsmænd som Snorre, som foreslår en ordning, som er tre gange større end sædvanlig for Hoskulds død. Det er så meget, at det kun kan blive betalt af voldgiftsmændene og andre på Altinget, som træder til. Den store sum bliver samlet, og Njál lægger selv en gave i form af en kostbar frakke. Frakken kan bruges af begge køn, og det betragtes som en fornærmelse og aftalen bryder sammen.
Alle forbereder sig på at forlade Altinget. Omkring hundrede mand drager til Njáls hjem, Bergtorsknoll, som kun er beskyttet af omkring tredive mand. En sejr for Flose vil koste meget, men Njál vælger, at de skal forsvare sig inde fra huset.De andre accepterer det, til trods for at de indser, at det er et dårligt træk. De accepterer deres skæbne. Både uskyldige og skyldige er fanget i det brændende hus. Flose tillader, at de uskyldige slipper uskadt ud, men Njál, Bergtora og deres lille sønnesøn, Tord, vælger at blive i huset og dø frem for at leve videre med skammen. Helge bliver dræbt i et forsøg på at slippe væk. Til sidst dør alle ti, undtagen Kåre som slipper væk i skjul af røgen. Flose forstår, at der er nogen, som vil kunne hævne mordbranden.
Ved Altinget mødes to grupper. Der bliver sat i gang juridiske handlinger mod mordbrænderne. Torhall, Njåls fostersøn, er blevet oplært af Njál til at kunne lovene, men han bliver forhindret af sine fysiske begrænsninger. Akkurat, da forhandlingerne er ved at bryde sammen, griber han sit spyd og begynder at slås. Floses mænd bliver drevet tilbage, indtil Snorre leder en indblanding, som skiller de stridende parter. I den forvirring, som var opstået, var flere mænd dræbt, også Ljot, Floses svoger.
Ljots fader, Hall fra Sida, udnytter våbenhvilen til at bede om en fredsaftale, som er set som resultatet af kristen tankegang, også ved at han ikke beder om kompensation for sin søn. Mange bliver bevægede af de. Alle undtagen Kåre og Njáls nevø, Torgeir, accepterer en aftale, som bidrager til en kompensation for Ljot. De, som havde deltaget i mordbranden, bliver sendt i eksil i tre år.
Før Sigfussønnene er nået hjem, bliver de angrebet af Kåre, og afslutningen af sagaen opholder sig stort set ved den sidste hævn. Kåre bliver hjulpet af Torgeir og af en komisk pralhals ved navn Bjørn. Kåre forfølger mordbrænderne til Orkneyøerne og til Wales. Det mest dramatiske øjeblik indtræder, da Kåre bryder ind i Orkneyø-jarlens hal og dræber en, som har løjet om det, som skete, da Njáls hus blev brændt.
Efter en pilgrimsrejse til Rom vender Flose tilbage til Island. Kåre kommer også tilbage, og hans skib går på grund ud for Floses hjem. For at teste Floses ædelhed går han til ham for at få hjælp, og de indgår en endelig fredsaftale. Kåre gifter sig med Hoskulds enke, Hildegunn, som også er Floses søskendebarn. Således forsones fjenderne.

## Teksthistorie
Sagaen er bedst bevaret i håndskriftet AM 468, som dateres til ca. 1300. Andre håndskrifter viser lidt variation i teksten.
Njáls saga blev i 2002 valgt ind i Verdensbiblioteket; den norskinitierede kåring af de 100 vigtigste litterære værker i verdenshistorien.